# Kenny Cooper
Kenny Cooper (Baltimore, Estados Unidos, 21 de octubre de 1984) es un futbolista estadounidense. 

## Fútbol profesional
Su primer equipo fue el Manchester United. Aunque nunca debutó en el primer equipo con los Diablos Rojos, se fue a la MLS, donde apareció con FC Dallas. Jugó 90 partidos con el club tejano, marcando 40 goles en tres años.
Cooper fue a Alemania y jugó en el 1860 Munich, de la 2. Bundesliga, por casi tres años, entre 2009-2011 antes de volver a los Estados Unidos. Sólo marcó dos goles con el equipo alemán.
El 17 de enero de 2011, Cooper firmó otra vez un contrato en la MLS, y empezó a jugar con los Portland Timbers.

### Selección nacional
Ha sido internacional con la Selección nacional de fútbol de Estados Unidos, ha jugado 10 partidos internacionales y ha anotado 4 goles.

## Clubes
| Club               | País           | Año       |
| ------------------ | -------------- | --------- |
| Oldham Athletic    | Inglaterra     | 2005      |
| FC Dallas          | Estados Unidos | 2006-2009 |
| 1860 Múnich        | Alemania       | 2009      |
| Plymouth Argyle    | Inglaterra     | 2010      |
| 1860 Múnich        | Alemania       | 2010      |
| Portland Timbers   | Estados Unidos | 2011      |
| New York Red Bulls | Estados Unidos | 2012      |

## Palmarés

### Campeonatos nacionales
| Título                   | Club                | País           | Año  |
| ------------------------ | ------------------- | -------------- | ---- |
| Lamar Hunt U.S. Open Cup | Seattle Sounders FC | Estados Unidos | 2014 |
| Supporter's Shield       | Seattle Sounders FC | Estados Unidos | 2014 |

### Distinciones individuales
| Distinción  | Año  |
| ----------- | ---- |
| MLS Best XI | 2008 |